# NGC 4210
NGC 4210 is een balkspiraalstelsel in het sterrenbeeld Draak. Het hemelobject werd op 20 maart 1790 ontdekt door de Duits-Britse astronoom William Herschel.

## Synoniemen
- UGC 7264
- MCG 11-15-39
- ZWG 315.28
- IRAS12128+6615
- PGC 39184